# چیکو هیگوچی
چیکو هیگوچی (انگلیسی: Chieko Higuchi; ۳۰ ژانویهٔ ۱۹۸۱ – ) خواننده، و صداپیشگی در ژاپن اهل ژاپن بود. وی از سال ۱۹۹۶ میلادی تاکنون مشغول فعالیت بوده‌است.